# 东海镇 (鸡东县)
东海镇，是中华人民共和国黑龙江省鸡西市鸡东县下辖的一个乡镇级行政单位。

## 行政区划
东海镇下辖以下地区：
东海社区、兴国村、幸福村、长兴村、东升村、新华村、永泉村、长山村、建设村、东海村、发展村、新生村、高峰村、群英村、新泉村、永远村和兴隆村。